# 春日郷
春日郷（かすが-きょう）は台湾屏東県の郷。

## 地理
春日郷は屏東県東部に位置し、北は来義郷と、東は台東県達仁郷と、西は枋寮郷、枋山郷と、南は獅子郷とそれぞれ接している。中央山脈南部西側に位置し、郷内面積の95%は山地が占め、地勢は極めて険しい。住民は原住民であるパイワン族が多数を占める。

## 歴史
春日郷は古くからパイワン族の活動範囲であった。彼らは大武山一帯に集落を形成し狩猟を中心とした生活を送っていたが、人口増加により大漠山へと進出し農耕も行うようになった。1920年の台湾地方改制の際、高雄州潮州郡の蕃地として10余の部落が形成された。1941年、日本政府は「スボン（萃芒）社」を現在の春日村西部へ移住させ、新集落に社名の族稱「Kasuvongan」と音の近い和風地名「春日社」（かすがしゃ）と命名した。戦後は春日村を郷名として「春日郷」が設けられ高雄縣の管轄とされた。1950年に屏東県に帰属するようになり現在に至っている。
1972年、台風の被害を受けた春日、古華、七佳、力里の4村は政府の復興計画に従い、旧地より現在地へと移転している。

## 行政区
| 地区   | 村                     |
| ------ | ---------------------- |
| 北三村 | 帰崇村、力里村、七佳村 |
| 南三村 | 春日村、古華村、士文村 |

## 歴代郷長
| 代 | 氏名 | 着任日 | 退任日 |
| -- | ---- | ------ | ------ |

## 教育

### 国民小学
- 屏東県立春日国民小学
- 屏東県立力里国民小学

- 屏東県立古華国民小学
- 屏東県立力里国小 円山分校

- 屏東県立古華国小 士文分校

## 交通
| 種別 | 路線名称 | その他 |
| ---- | -------- | ------ |

## 観光
- 力里登山道
- 士文渓忘憂谷
- 浸水営国家登山道